# Cornufer elegans
Espèce
Synonymes
- Batrachylodes elegans Brown & Parker, 1970

Statut de conservation UICN

 LC  : Préoccupation mineure
Cornufer elegans est une espèce d'amphibiens de la famille des Ceratobatrachidae.

## Répartition
Cette espèce est endémique de l'île Bougainville en Papouasie-Nouvelle-Guinée dans l'archipel des îles Salomon. Elle se rencontre jusqu'à 1 000 m d'altitude.

## Description
Les mâles mesurent de 25 à 32 mm et les femelles de 26 à 35 mm.

## Publication originale
- Brown & Parker, 1970 : New frogs of the genus Batrachylodes (Ranidae) from the Solomon Islands. Breviora, no 346, p. 1-31 (texte intégral).